# مريم أغيري
مريم أغيري (بالإسبانية: Miriam Aguirre)‏ (29 يناير 1999 في المكسيك - ) هي لاعبة كرة قدم مكسيكية في مركز حراسة المرمى.

## وصلات خارجية
- مريم أغيري على موقع بطولة كرة القدم المكسيكية للسيدات (الإسبانية)
- مريم أغيري على موقع قاعدة بيانات كرة القدم.إي يو (الإنجليزية)